# Bicibús

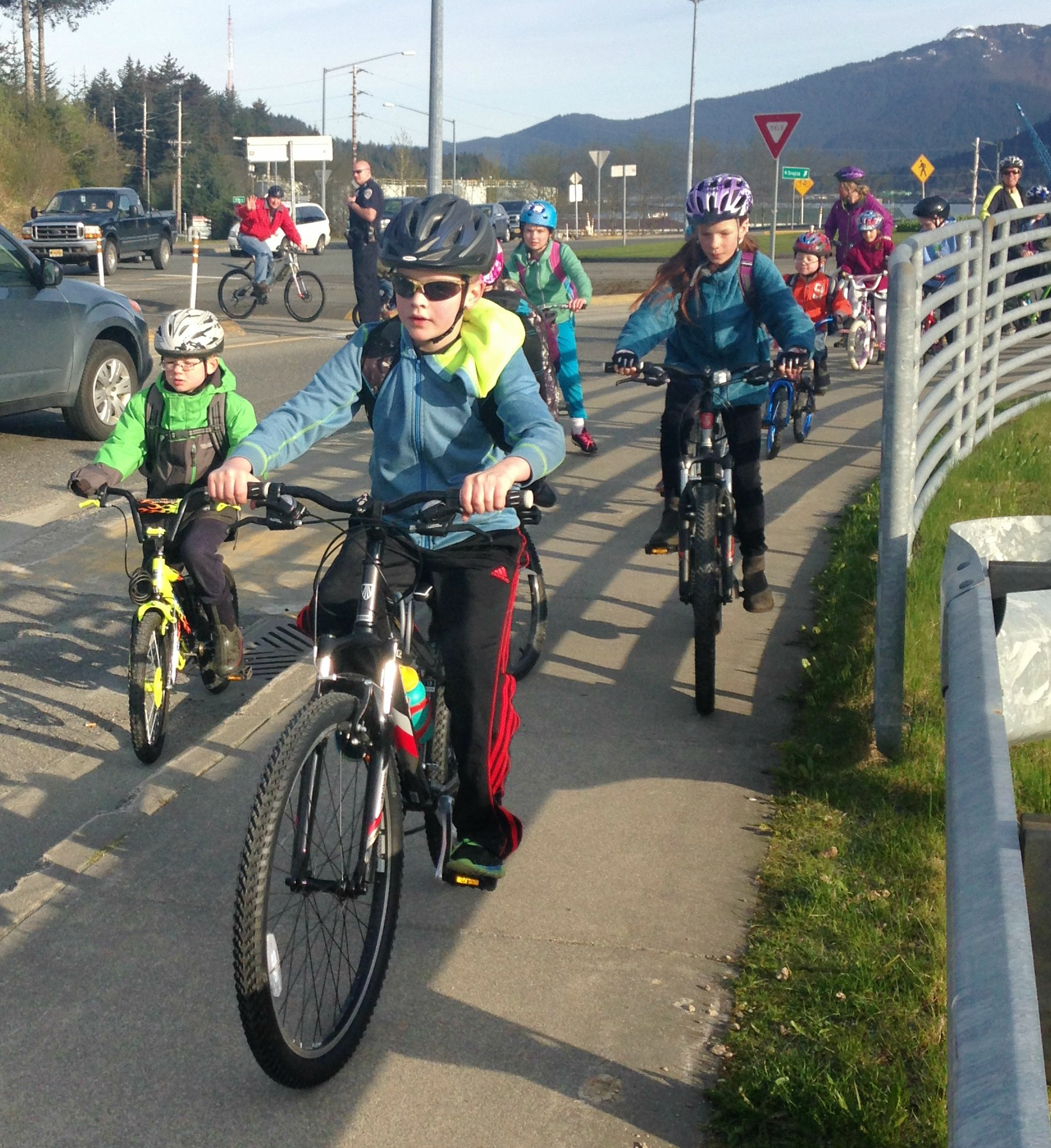
Bicibús escolar a Alaska.

Un bicibús és un grup de persones que recorren juntes una ruta amb bicicleta seguint un horari establert com a forma de desplaçament fins als seus llocs de destinació. Els ciclistes poden unir-se o deixar el bicibús en diferents punts al llarg de la ruta.
Els bicibusos poden tenir finalitats socials o mediambientals, tractant d'animar a més persones a utilitzar la bicicleta com a mitjà de transport, fent l'experiència més interessant, sociable i segura.
Amb freqüència s'organitzen bicibusos escolars en els quals un o diversos adults supervisen una ruta en la qual es van recollint als nens en diferents punts fins que arriben al centre educatiu.
Els bicibusos tenen nombrosos avantatges com a millora de la salut, reducció de la contaminació, major socialització i participació comunitària, reducció de trànsit i soroll o millora de la seguretat viària.